# أليسيو بيسيو
أليسيو بيسيو (مواليد 18 مارس 2004) هو لاعب كرة قدم سويسري يلعب في مركز المهاجم في نادي سانت غالن.

## وصلات خارجية
- أليسيو بيسيو على موقع قاعدة بيانات كرة القدم.إي يو (الإنجليزية)
- أليسيو بيسيو على موقع ليكيب (الفرنسية)
- أليسيو بيسيو على موقع Soccerway.com (الإنجليزية)
- أليسيو بيسيو على موقع عالم كرة القدم.نت (الإنجليزية)